# The Building (phim)
The Building (Chung cư) là một bộ phim được đạo diễn và biên kịch bởi Việt Linh, dựa theo truyện ngắn cùng tên của Nguyên Hồ. Bộ phim này đã được đem đến tham dự Liên hoan phim quốc tế Moskva lần thứ 21.

## Diễn viên
- Mai Thành - Thậm
- Đơn Dương - Ba Tuấn
- Nguyễn Minh Trang - Ánh
- Hồng Ánh -  Minh Ly
- Quyền Linh - Hùng
- Kim Xuân - Cô Sáu
- Lê Bình - Hơn
- Trần Đình Thơ - Quýnh
- Nguyễn Hậu - Người hàng xóm
- Hữu Tiến - Nam
- Chí Cường - Tiến Công (lớn)
- Hoàng Anh - Tiến Công (nhỏ)
- Cẩm Hà - Hoa (lớn)
- Ngọc Diễm - Hoa (nhỏ)

## Đón nhận
Năm 2006, Chung cư được mua lại từ Thụy Sĩ, cùng với Dấu ấn của quỷ, Gánh xiếc rong và Mê Thảo - thời vang bóng được đạo diễn Việt Linh đưa đến triển lãm The Asia - Pacific Triennal of Contemporary Art (Tam niên nghệ thuật cận đại châu Á - Thái Bình Dương lần thứ 5) tại bảo tàng Queensland Art Gallery, Brisbane, Australia.